# К-3 «Ленінський комсомол»
| К-3 «Ленінський комсомол»  | К-3 «Ленінський комсомол»                                               | К-3 «Ленінський комсомол»                                               |
| -------------------------- | ----------------------------------------------------------------------- | ----------------------------------------------------------------------- |
|                            |                                                                         |                                                                         |
|                            |                                                                         |                                                                         |
|                            |                                                                         |                                                                         |
| Під прапором               | СРСР                                                                    | СРСР                                                                    |
| Порт приписки              | Західна Ліца (Росія)                                                    | Західна Ліца (Росія)                                                    |
| Спуск на воду              | 12 серпня 1957 р.                                                       | 12 серпня 1957 р.                                                       |
| Виведений зі складу флоту  | 1991                                                                    | 1991                                                                    |
| Сучасний статус            | Несправний                                                              | Несправний                                                              |
| Проєкт                     |                                                                         |                                                                         |
| Тип ПЧ                     | Великий підводний човен                                                 | Великий підводний човен                                                 |
| Головний конструктор       | Володимир Перегудов                                                     | Володимир Перегудов                                                     |
| Класифікація НАТО          | «November»                                                              | «November»                                                              |
| Основні характеристики     |                                                                         |                                                                         |
| Швидкість (надводна)       | 15,5 вузлів                                                             | 15,5 вузлів                                                             |
| Швидкість (підводна)       | 30 вузлів                                                               | 30 вузлів                                                               |
| Робоча глибина занурення   | 300 м                                                                   | 300 м                                                                   |
| Гранична глибина занурення | 280 м                                                                   | 280 м                                                                   |
| Автономність плавання      | 50—60 діб                                                               | 50—60 діб                                                               |
| Екіпаж                     | 104 особи                                                               | 104 особи                                                               |
| Розміри                    |                                                                         |                                                                         |
| Довжина найбільша (по КВЛ) | 107,4 м                                                                 | 107,4 м                                                                 |
| Ширина корпусу найб.       | 7,96 м                                                                  | 7,96 м                                                                  |
| Середня осадка (по КВЛ)    | 5,65 м                                                                  | 5,65 м                                                                  |
| Водотоннажність надводна   | 3065 т                                                                  | 3065 т                                                                  |
| Озброєння                  |                                                                         |                                                                         |
| Торпедно- мінне озброєння  | 8 носових (533 мм), 20 торпед та 6 ядерних запасів (15 кілотонн кожен). | 8 носових (533 мм), 20 торпед та 6 ядерних запасів (15 кілотонн кожен). |

К-3 «Ленінський комсомол» (спочатку К-3) — перший радянський (третій у світі) атомний підводний човен, головний у серії.
Єдиний човен проєкту 627 (всі наступні човни серії будувалися за доопрацьованого проєкту 627А).
Назву «Ленінський комсомол» підводний човен успадкував від однойменного дизельного підводного човна «М-106» Північного флоту, який загинув в одному з бойових походів 1943 року. Цю назву мав з 9 жовтня 1962 року. В останні роки служби був перекласифікований з крейсерського у великий (Б-3).

## Арктичний похід
17 червня 1962 року, під командуванням капітана 2 рангу Льва Михайловича Жильцова, К-3 досягнув Північного полюса під водою, перший серед радянських підводних човнів (за чотири роки до цього такий подвиг здійснив американський підводний човен USS Nautilus (SSN-571)). Підводний човен К-3 сплив на Полюсі (за три роки до цього такий подвиг здійснив американський підводний човен «Скейт»).
Після повернення на базу в Греміху, човен на пірсі зустрічали перший секретар ЦК КПРС М. С. Хрущов і міністр оборони СРСР Маршал Радянського Союзу Р. Я. Малиновський. Керівнику походу контрадміралу О. І. Петеліну, командиру корабля капітану 2-го рангу Л. М. Жильцову та командиру БЧ-5 (силова установка) капітану 3-го рангу інженеру Р. О. Тимофєєву присвоєно звання Героя Радянського Союзу. За словами Осипенка та Жильцова, присвоєння звання Героїв на той момент було винятковою та несподіваною честю. Весь особовий склад корабля був нагороджений орденами та медалями. Оскільки човен був принципово новий, до того ж проєктувався і будувався у великому поспіху, він завжди вимагав ремонтів, доробок і переробок, що ховалося під словами «дослідна експлуатація». У перші роки служби та поході на полюс, підтримка човна, часто фактично аварійного, у робочому стані забезпечувалася, й тому числі й силами кваліфікованого екіпажу, здатного виконувати складні ремонти самостійно. Саме досвідчений і готовий до ремонтів екіпаж, на думку Жильцова та капітана 1 рангу Л. Г. Осипенка, був основною причиною того, що в перший похід на полюс пішов саме цей несправний човен, а не підводні човни новітньої побудови.
За цей похід, 9 жовтня 1962 року човну присвоїли ім'я «Ленінський комсомол», а його команда, замість участі в тренування і воєнних операціях, почала брати участь у конгресах і конференціях. Таке дозвільне життя тривало до літа 1967 року, коли човен було відправлено на патрулювання Середземного моря замість іншого човна. «Ленінський комсомол» отримав нового командира, капітана другого рангу Стєпанова, офіцер прибув на човен лише за дві години до відплиття. Яким би не був матеріальний стан човна, команда була неготова до плавання. На момент входження в Середземномор'я, система вентиляції повітря була в неробочому стані і температура на борту становила 35—40 °C.
По входженні в Середземномор'я, «Ленінський комсомол» отримав задачу слідування за американським підводним човном із балістичними ракетами.

## Аварія 1967 року
8 вересня 1967 року, під час переходу Норвезького моря, у гідравлічній системі підводного човна спалахнула пожежа. Вогонь поширився в інші відсіки підводного човна. Автоматичні вогнегасники використовували діоксид вуглецю, який вбив членів команди, що перебували в 1-му і 2-му відсіках підводного човна. Коли люк у перегородці між 3-м і 2-м відсіком відчинили, щоб побачити, що там сталося, газ поширився далі, і більше людей знепритомніло. Тоді передні відсіки повністю задраїли, і підводний човен піднявся на поверхню. Чотири дні по тому «Ленінський комсомол» повернувся на базу. 39 членів екіпажу загинуло в пожежі.